# 塩酸ヒドロキシルアミン
塩酸ヒドロキシルアミン(Hydroxylammonium chloride)は、ヒドロキシルアミンの塩酸塩である。
窒素循環や廃水処理にとって重要な硝化作用や嫌気性アンモニア酸化の生物学的中間体となる。

## 応用
塩酸ヒドロキシルアミンは、カルボン酸、N-及びO-ヒドロキシルアミンからのオキシムやヒドロキサム酸の有機合成や、C-C二重結合の付加反応に用いられる。
アセチルブロマイド法によるリグノセルロースバイオマスからのリグニンの抽出の際には、溶液からの臭素の除去に用いられる。
表面処理においては、皮張り防止剤、腐食防止剤、洗浄剤添加剤の製造に用いられる。また、医薬品や農薬の製造の出発物質としても用いられる。ゴム工業やプラスチック工業では、抗酸化剤、加硫促進剤、ラジカル捕捉剤として用いられる。また、金属の抽出と遊離化による繊維の染色の定着剤及び染色過程の補助剤、脂肪酸や石鹸の抗酸化剤、カラーフィルムの色素定着剤やエマルジョン添加にも用いられる。

## 法規制

### 日本
消防法において、第5類危険物(自己反応性物質)であるヒドロキシルアミン塩類に属する。